# كاتسوهيرو سوزوكي
كاتسوهيرو سوزوكي (باليابانية: 鈴木 勝大) (26 نوفمبر 1977 في يوكوسوكا في اليابان – )؛ هو لاعب كرة قدم ياباني سابق كان يلعب كلاعب وسط.

## وصلات خارجية
- كاتسوهيرو سوزوكي على موقع رابطة كرة القدم اليابانية للمحترفين (اليابانية)
- كاتسوهيرو سوزوكي على موقع عالم كرة القدم.نت (الإنجليزية)